# (8188) Okegaya
(8188) Okegaya – planetoida z pasa głównego asteroid okrążająca Słońce w ciągu 5 lat i 223 dni w średniej odległości 3,16 au. Została odkryta 18 grudnia 1992 roku w obserwatorium w Kani przez Yoshikane Mizuno i Toshimasę Furutę. Nazwa planetoidy pochodzi od mokradeł Okegaya, położonych w zachodniej części prefektury Shizuoka, gdzie znajduje się wiele zagrożonych gatunków roślin, ptaków i owadów. Przed nadaniem nazwy planetoida nosiła oznaczenie tymczasowe (8188) 1992 YE3.